# Ривс (Луизијана)
Ривс (енгл. Reeves) град је у америчкој савезној држави Луизијана.

## Демографија
По попису из 2010. године број становника је 232, што је 23 (11,0%) становника више него 2000. године.
| Група             | 2000.       | 2010.       |
| Белци             | 204 (97,6%) | 219 (94,4%) |
| Афроамериканци    | 2 (1,0%)    | 0 (0,0%)    |
| Азијати           | 0 (0,0%)    | 0 (0,0%)    |
| Хиспаноамериканци | 0 (0,0%)    | 0 (0,0%)    |
| Укупно            | 209         | 232         |